# 모셰 바인베르그

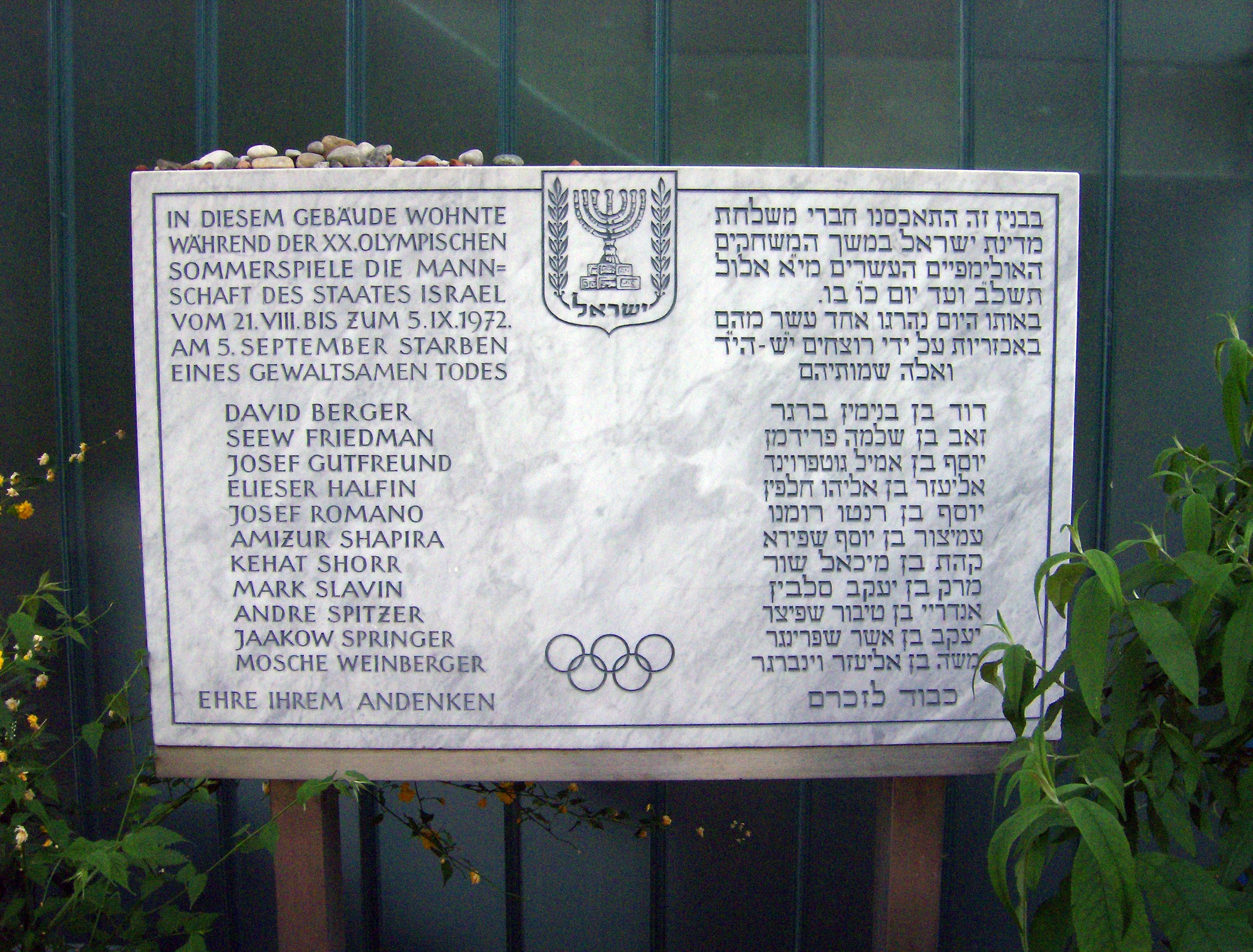
뮌헨에 있는 뮌헨 올림픽 참사 추모 명판

모셰 바인베르그(히브리어: משה ויינברג, 1939년 9월 19일 ~ 1972년 9월 5일)는 이스라엘의 레슬링 선수이자 코치이다.
하포엘 하이파 레슬링단에서 레슬링 경력을 시작했다. 이스라엘 레슬링 선수로 8년간 활약했으며, 청소년 및 성인 대회에서 챔피언에 올랐다. 이스라엘 레슬링 국가대표 선수로 활동하여 마카비아 대회에 참가했으며, 1961년 대회에서 동메달, 1965년 대회에서 금메달을 획득했다. 은퇴 후 윈게이트 체육 연구소에서 코치 자격증을 획득하였다. 그 뒤 하포엘 텔아비브 레슬링단의 코치를 지냈으며, 1972년 하계 올림픽 당시 이스라엘 레슬링 국가대표팀의 코치로 참가하였다.
1972년 9월 5일 새벽 4시경에 팔레스타인의 무장 테러리스트 단체인 검은 9월단 단원 8명이 뮌헨에 위치한 올림픽 선수촌에서 이스라엘 코치와 심판이 묵고 있던 숙소로 침입했으며, 바인베르그는 침실 근처에서 괴한들의 리더인 루티프 아피프와 마주쳤다. 그는 근처에 있던 과도를 집어들고 아피프의 왼쪽 가슴을 향해 휘둘렀으나 별다른 타격을 입히지 못했고, 오히려 뺨 부위에 총을 맞았다. 그리고 부상당한 상태로 괴한들에게 AK-47로 위협받으며 이스라엘 선수단이 머무는 곳으로 안내하라는 협박을 받았으며, 그는 펜싱, 사격, 육상 선수들이 묵고 있던 숙소를 지나 레슬링과 역도 선수들이 묵고 있던 숙소로 갔다.
이후 괴한들이 레슬링 선수 마르크 슬라빈, 엘리에제르 할핀, 가드 초바리, 역도 선수 요세프 로마노, 다비드 베르게르, 제브 프리드만 등 6명을 인질로 붙잡아 끌고 오는 사이 바인베르그는 괴한 중 한 명인 모하메드 사파디를 공격해 기절시켰으며, 이로 인해 인질로 붙잡혔던 초바리는 지하 주차장 쪽으로 도망쳐 탈출에 성공하였다. 하지만 직후 그는 나머지 괴한들이 발사한 총에 맞고 쓰러졌으며, 괴한들은 그의 시체를 길바닥에 내던졌다.
사망 이후 국제 아마추어 레슬링 연맹 측에서 마르크 슬라빈, 엘리에제르 할핀, 요세프 구트프로인드와 함께 금메달을 추서하였으며, 뮌헨 올림픽 스타디움에서 희생자들을 기리기 위한 추도식이 거행되었다.

## 같이 보기
- 뮌헨 올림픽 참사